# 4818 Elgar
4818 Elgar (1984 EM) là một tiểu hành tinh vành đai chính được phát hiện ngày 1 tháng 3 năm 1984 bởi Bowell, E. ở Flagstaff.